# Стадион Оранџ боул (Мајами)
Стадион Оранџ боул (Мајами) (енгл. Miami Orange Bowl) је био вишенаменски стадион у граду Мајамију, Флорида, САД. Служиоје и као атлетски стадион на отвореном у Мајамију на Флориди од 1937. до 2008. Смештен у насељу Мала Хавана западно од центра града, сматран је за оријентир и био је домаћи стадион за фудбалски тим колеџа Мајами хјурикенс, и професионални тим Мајами долфинси за њихових првих 21 сезона, све до отварања Џо Роби стадиона (сада Хард Рок стадион) у оближњем Мајами гарденсу 1987. Стадион је био привремени дом ФИУ Голден пантерса, док је његово место на кампусу, сада познато као стадион Рикардо Силва, подвргнуто проширење током сезоне 2007.
Првобитноје  познат као Бурдин стадион када је отворен 1937. године. Преименован је 1959. године, пошто је колеџ фудбалски тим Оранџ боул играо своје утакмице током сезона од 1938. до 1996. године. Утакмице колеџа су на кретко премештене на Про пејер стадион (сада Хард Рок стадион) почевши од 31. децембра 1996. али већ у јануару 1999. колеџ екипа се вратила на Оранџ боул стадион због распореда утакмица у лиги. Бејзбол тим ниже лиге Мајами марлинс повремено је играо утакмице у Оранџ боулу од 1956. до 1960. године.

## Конкакафов златни куп
Овај стадион је више пута биран за стадион домаћина на турниру за Златни куп, фудбалском турниру репрезентација Конкакафа. Током 1998., 2000., 2002., 2003., 2005. и 2007. овај стадион је био један од стадиона на којима су се играле фудбалске утакмице.
| 1  | 3. фебруар 1998.  | Бразил – Јамајка                                                                    | 0 : 0 | Групна фаза           | 43.754 |  |  |
| 2  | 5. фебруар 1998.  | Бразил – Гватемала                                                                  | 1 : 1 | Групна фаза           | 17.842 |  |  |
|    |                   |                                                                                     |       |                       |        |  |  |
| 3  | 12. фебруар 2000. | Колумбија – Јамајка                                                                 | 1 : 0 | Групна фаза           | 49.451 |  |  |
| 4  | 12. фебруар 2000. | Сједињене Државе – Хаити                                                            | 3 : 0 | Групна фаза           | 49.451 |  |  |
| 5  | 14. фебруар 2000. | Јамајка – Хондурас                                                                  | 0 : 2 | Групна фаза           | 23.795 |  |  |
| 6  | 14. фебруар 2000. | Хаити – Перу                                                                        | 1 : 1 | Групна фаза           | 23.795 |  |  |
| 7  | 16. фебруар 2000. | Колумбија – Хондурас                                                                | 0 : 2 | Групна фаза           | 36.004 |  |  |
| 8  | 16. фебруар 2000. | Перу – Сједињене Државе                                                             | 0 : 1 | Групна фаза           | 36.004 |  |  |
| 9  | 19. фебруар 2000. | Сједињене Државе – Колумбија                                                        | 2 : 2 | Четвртфинале          | 32.972 |  |  |
| 10 | 19. фебруар 2000. | Хондурас – Перу                                                                     | 3 : 5 | Четвртфинале          | 32.972 |  |  |
|    |                   |                                                                                     |       |                       |        |  |  |
| 11 | 17. јануар 2002.  | Мартиник – Костарика                                                                | 0 : 2 | Групна фаза           | 14.508 |  |  |
| 12 | 17. јануар 2002.  | Хаити – Канада                                                                      | 0 : 2 | Групна фаза           | 14.508 |  |  |
| 13 | 19. јануар 2002.  | Костарика – Тринидад и Тобаго                                                       | 1 : 1 | Групна фаза           | 12.253 |  |  |
| 14 | 19. јануар 2002.  | Еквадор – Хаити                                                                     | 0 : 2 | Групна фаза           | 12.253 |  |  |
| 15 | 21. јануар 2002.  | Тринидад и Тобаго – [[Фудбалска репрезентација Мартиника {{{altlink2}}}\|Мартиник]] | 0 : 1 | Групна фаза           | 3.827  |  |  |
| 16 | 21. јануар 2002.  | Канада – Еквадор                                                                    | 0 : 2 | Групна фаза           | 3.827  |  |  |
| 17 | 26. јануар 2002.  | Костарика – Хаити                                                                   | 2 : 1 | Четвртфинале          | 14.823 |  |  |
| 18 | 26. јануар 2002.  | Канада – [[Фудбалска репрезентација Мартиника {{{altlink2}}}\|Мартиник]]            | 1 : 1 | Четвртфинале          | 14.823 |  |  |
|    |                   |                                                                                     |       |                       |        |  |  |
| 19 | 12. јул 2003.     | Јамајка – Колумбија                                                                 | 0 : 1 | Групна фаза           | 15.423 |  |  |
| 20 | 14. јул 2003.     | Гватемала – Јамајка                                                                 | 0 : 2 | Групна фаза           | 10.323 |  |  |
| 21 | 16. јул 2003.     | Колумбија – Гватемала                                                               | 1 : 1 | Групна фаза           | 11.233 |  |  |
| 22 | 19. јул 2003.     | Колумбија – Бразил                                                                  | 0 : 2 | Четвртфинале          | 23.425 |  |  |
| 23 | 23. јул 2003.     | Сједињене Државе – Бразил                                                           | 1 : 2 | Полуфинале            | 35.211 |  |  |
| 24 | 26. јул 2003.     | Сједињене Државе – Костарика                                                        | 3 : 2 | Консолидационо финале | 5.093  |  |  |
|    |                   |                                                                                     |       |                       |        |  |  |
| 25 | 5. јул 2005.      | Колумбија – Панама                                                                  | 0 : 1 | Групна фаза           | 10.311 |  |  |
| 26 | 5. јул 2005.      | Тринидад и Тобаго – Хондурас                                                        | 1 : 1 | Групна фаза           | 10.311 |  |  |
| 27 | 9. јул 2005.      | Панама – Тринидад и Тобаго                                                          | 2 : 2 | Групна фаза           | 17.292 |  |  |
| 28 | 9. јул 2005.      | Хондурас – Колумбија                                                                | 2 : 1 | Групна фаза           | 17.292 |  |  |
| 29 | 11. јул 2005.     | Колумбија – Тринидад и Тобаго                                                       | 2 : 0 | Групна фаза           | 8.457  |  |  |
| 30 | 11. јул 2005.     | Хондурас – Панама                                                                   | 1 : 0 | Групна фаза           | 8.457  |  |  |
|    |                   |                                                                                     |       |                       |        |  |  |
| 31 | 6. јун 2007.      | Костарика – Канада                                                                  | 1 : 2 | Групна фаза           | 17.420 |  |  |
| 32 | 6. јун 2007.      | Гваделуп – Хаити                                                                    | 1 : 1 | Групна фаза           | 17.420 |  |  |
| 33 | 9. јун 2007.      | Канада – Гваделуп                                                                   | 1 : 2 | Групна фаза           | 22.529 |  |  |
| 34 | 9. јун 2007.      | Хаити – Костарика                                                                   | 1 : 1 | Групна фаза           | 22.529 |  |  |
| 35 | 11. јун 2007.     | Костарика –                                                                         | 1 : 0 | Групна фаза           | 15.892 |  |  |
| 36 | 11. јун 2007.     | Хаити – Канада                                                                      | 0 : 2 | Групна фаза           | 15.892 |  |  |